# Ciclo di Cthulhu
Il ciclo di Cthulhu, anche noto come Miti di Cthulhu (Cthulhu Mythos), è il ciclo letterario che comprende la parte più importante della produzione letteraria di Howard Phillips Lovecraft (1890-1937). Il termine fu ideato da August Derleth dopo la morte di Lovecraft nel tentativo di sistematizzare i riferimenti ai personaggi presenti nella diverse opere. Alcuni autori ritengono questa sistematizzazione una forzatura: per esempio Dirk W. Mosig ha proposto come nome alternativo Ciclo del Mito di Yog-Sothoth.
Lovecraft fu un influente autore di romanzi brevi e racconti di difficile classificazione (a metà fra la fantascienza, il fantasy e l'horror "cosmico"), ambientati in ere  precedenti l'avvento dell'umanità quando la terra era giovane e abitata da razze extraterrestri con dei propri Dei, noti anche come Grandi Antichi (dei quali il più conosciuto, ma non il più importante, è appunto Cthulhu) e i cui retaggi arrivano fino all'epoca contemporanea dell'autore.
Diversi elementi degli scritti di Lovecraft e in particolare dei Miti di Cthulhu sono stati spesso utilizzati nella cultura popolare come modelli stilistici per ambientazioni e per personaggi orribili o soprannaturali.
L'intero ciclo è attraversato da numerosi leitmotiv come, ad esempio, il Necronomicon, uno pseudobiblium scritto dall'arabo pazzo Abdul Alhazred col quale sarebbe possibile evocare personaggi indicati come "Quelli di Fuori".

## Opere del ciclo
Per ogni racconto è indicata la data (presunta) di stesura. La traduzione dei nomi è quella data da Gianni Pilo e Sebastiano Fusco. Tutti i racconti sono indipendenti l'uno dall'altro, e non seguono un ordine particolare.
Non sono state incluse le opere che fanno parte del "Ciclo dei sogni", che seppur contenendo elementi del Ciclo di Cthulhu se ne separano nettamente per toni e contenuti.
- Dagon (1917) - racconto
- La città senza nome (gennaio 1921) - racconto
- Il cane (settembre 1922) - racconto
- La ricorrenza o La cerimonia (gennaio 1923) - racconto
- Il richiamo di Cthulhu (giugno 1926) - racconto
- Il caso di Charles Dexter Ward (gennaio 1927-marzo 1927) - romanzo
- Il colore venuto dallo spazio (marzo 1927) - racconto
- Storia del Necronomicon (1927) - racconto
- La maledizione di Yig (1928) - racconto
- L'orrore di Dunwich (luglio 1929) - racconto
- Il tumulo (1928) - romanzo
- Colui che sussurrava nelle tenebre (24 febbraio 1930-26 settembre 1930) - racconto
- L'abbraccio di Medusa (maggio 1930) - racconto
- Alle montagne della follia (febbraio-marzo 1931) - romanzo
- La maschera di Innsmouth (novembre-dicembre 1931) - romanzo breve
- I sogni nella casa stregata (gennaio-febbraio 1932) - racconto
- L'uomo di pietra (1932) - racconto
- L'orrore nel museo (ottobre 1932) - racconto
- Dagli eoni (1933) - racconto
- La cosa sulla soglia (21-24 agosto 1933) - racconto
- L'ombra venuta dal tempo ( novembre 1934-marzo 1935) - racconto
- Il diario di Alonzo Typer (ottobre 1935) - racconto
- L'abitatore del buio (novembre 1935) - racconto

Secondo l'edizione di "Tutti i racconti", Mondadori (a cura di Giuseppe Lippi), i racconti che possono ritenersi precursori del ciclo sono invece i seguenti:
- Dagon (1917) - racconto
- Oltre il muro del sonno (1919) - racconto
- Il tempio (1920) - racconto
- Dall'ignoto (1920) - racconto
- Gli altri dei (1921) - racconto
- La Casa Sfuggita (1924) - racconto

Circa i racconti che seguono Il richiamo di Cthulhu non esiste consenso unanime.

## Personaggi del ciclo
Nei racconti di Lovecraft non vi sono personaggi seriali, a eccezione del suo alter ego Randolph Carter (che tuttavia compare in opere non considerate come parte dei cosiddetti "Miti") e gli autori dei pseudolibri più volte citati: Abdul Alhazred o il Conte D'Erlette. Alcuni personaggi dei suoi lavori sono:
- Wilbur Whateley (L'orrore di Dunwich). È il figlio di un mostruoso incrocio fra una donna del paese e il dio Yog Sothoth.
- Professor Henry Armitage (L'orrore di Dunwich). Studioso di Arkham che riuscirà a fermare l'abominevole progenie di Yog Sothoth a Dunwich.
- Henry Akeley (Colui che sussurrava nelle tenebre). Studioso che vive semi-recluso, è entrato in contatto con i Funghi di Yuggoth ed è stato catturato e sostituito con un doppio.
- Charles Dexter Ward (Il caso di Charles Dexter Ward). Un folle di Providence che si imbarca in oscure ricerche alchemiche.

## Influenza nella cultura di massa
Letteratura
Molti sono gli scrittori che hanno collaborato con Lovecraft, come Clark Ashton Smith, Robert Ervin Howard e Fritz Leiber, attingendo a loro volta alle sue opere.
Fumetti
Anche alcuni fumetti hanno tratto ispirazione dall'opera di Lovecraft, tra i quali Batman, Dylan Dog, Métal Hurlant, Martin Mystère, Dampyr, Soul Eater, Djustine e Zagor.
Nel 2010 il fumettista Alan Moore ha scritto un trittico di fumetti ( Il cortile (The Courtyard), Neonomicon e Providence) ispirati al ciclo di Cthulhu.
Cinema e televisione
Tra le pellicole cinematografiche in parte tratte dalle opere dello scrittore vi sono La città dei mostri, ...e tu vivrai nel terrore! - L'aldilà, Paura nella città dei morti viventi, Re-Animator, Jason va all'inferno, Il seme della follia e Dagon - La mutazione del male, oltre alla serie La casa. Anche alcuni serie televisive contengono, in qualche episodio, riferimenti ai Miti di Cthulhu, tra le quali South Park, Doctor Who, Supernatural e Andromeda.
Musica
Tra i gruppi musicali, in particolare vicini al heavy metal, influenzati dallo scrittore vi sono Black Sabbath, Iron Maiden, Metallica, Mercyful Fate, Cradle of Filth, 1349, Therion, Nile, Blue Öyster Cult, GWAR, Morbid Angel e Rage. Due band hanno scelto di chiamarsi con in nome dell'artista di Providence, i H. P. Lovecraft e i Lovecraft. Anche deadmau5, produttore e dj Canadese, ha tratto ispirazione da Cthulhu per tre sue canzoni.
Giochi
Anche giochi e videogiochi hanno tra le proprietà caratteristiche elementi che richiamano la filosofia e l'universo lovecraftiano; tra questi vi sono Bloodborne, Alone in the Dark, Call of Cthulhu: Dark Corners of the Earth, Dark Project: L'ombra del ladro, Il richiamo di Cthulhu, The Elder Scrolls IV: Oblivion, Amnesia: The Dark Descent, The Witcher, Silent Hill, Fallout 3, Tales of Symphonia, Penumbra, Quake, Terraria, Fate/Grand Order, World of Warcraft, Starcraft.